# Чокирлія-де-Сус
Чокирлія-де-Сус (рум. Ciocârlia de Sus) — село у повіті Констанца в Румунії. Входить до складу комуни Чокирлія.
Село розташоване на відстані 181 км на схід від Бухареста, 25 км на захід від Констанци, 147 км на південь від Галаца.

## Населення
За даними перепису населення 2002 року у селі проживали 1422 особи.
Національний склад населення села:
| Національність | Кількість осіб | Відсоток |
| -------------- | -------------- | -------- |
| румуни         | 1249           | 87,8%    |
| татари         | 153            | 10,8%    |
| турки          | 18             | 1,3%     |

Рідною мовою назвали:
| Мова      | Кількість осіб | Відсоток |
| --------- | -------------- | -------- |
| румунська | 1318           | 92,7%    |
| татарська | 89             | 6,3%     |
| турецька  | 14             | 1,0%     |